# Rezystancja uziemienia
Rezystancja uziemienia – rezystancja statyczna występująca między uziemieniem a ziemią odniesienia podczas przepływu prądu przemiennego o częstotliwości technicznej. Rezystancja uziemienia zależna jest od rezystancji rozprzestrzenienia i rezystancji uziomu z przewodami uziemiającymi. 

## Najwyższa dopuszczalna rezystancja uziemienia obiektów zagrożonych pożarem lub wybuchem
Urządzenie piorunochronne spełni swój cel ochrony odgromowej, jeżeli zostanie zapewnione niskoimpedancyjne połączenie na drodze przepływ prądu piorunowego do ziemi. W obiektach zagrożonych pożarem lub wybuchem, wartości zmierzonej rezystancji uziemienia zostały znormalizowane. Polska Norma PN-86/E-05003 w części poświęconej ochronie odgromowej obostrzonej i specjalnej podaje wartości, które nie powinny zostać przekroczone w zmierzonych uziemieniach dla konkretnych przypadków rodzajów gruntu.
| Rodzaj uziomów                        | Grunt podmokły, bagienny, próchniczy, torfiasty, gliniasty w Ω | Wszystkie pośrednie rodzaje gruntów w Ω | Grunty kamieniste i skaliste w Ω |
| ------------------------------------- | -------------------------------------------------------------- | --------------------------------------- | -------------------------------- |
| Uziomy poziome, pionowe i mieszane    | 10 * (7)                                                       | 20 * (7)                                | 40 * (10)                        |
| Uziomy otokowe oraz ławy fundamentowe | 15 * (10)                                                      | 30 * (10)                               | 50 * (15)                        |

* obiekt zagrożony pożarem oraz kominy,
() obiekty zagrożone wybuchem

## Pomiar rezystancji uziemienia
Pomiar rezystancji uziemienia wykonuje się prądem przemiennym w celu uniknięcia powstania polaryzacji. Zjawisko to może spowodować wytworzenie się ogniwa galwanicznego w miejscu styku uziomu z wilgotnym gruntem. Rezystancję uziemienia można zmierzyć dwoma sposobami: metodą techniczną i kompensacyjną.

### Metoda techniczna
W metodzie technicznej pomiaru rezystancji uziemienia występuje obwód prądowy. W układzie pomiarowym tworzy go obwód wtórny transformatora, amperomierz, badany uziom X, ziemia i prądowy uziom pomocniczy P. Obwód napięciowy tworzy woltomierz o dużej rezystancji, napięciowa sonda pomiarowa S i ziemia. Metoda techniczna nadaje się do pomiaru rezystancji uziemienia w niskich granicach wartości, rzędu 0,01 – 1 Ω.

### Metoda kompensacyjna
Do pomiaru rezystancji uziemienia metodą kompensacyjną stosuje się mostek Behrendta.